# Gmina Pawłów
Die Gmina Pawłów ist eine Landgemeinde im Powiat Starachowicki der Woiwodschaft Heiligkreuz in Polen. Ihr Sitz ist das gleichnamige Dorf.

## Gliederung
Zur Landgemeinde (gmina wiejska) Pawłów gehören folgende 35 Dörfer mit einem Schulzenamt:
Ambrożów
Bronkowice
Brzezie
Bukówka-Zbrza
Chybice
Dąbrowa
Godów
Grabków
Jadowniki
Kałków
Krajków
Łomno
Modrzewie
Nieczulice
Nowy Bostów
Pawłów
Pokrzywnica
Radkowice
Radkowice-Kolonia
Rzepinek
Rzepin Drugi
Rzepin Pierwszy
Rzepin-Kolonia
Stary Bostów
Stary Jawor
Szeligi
Szerzawy
Świętomarz
Świślina
Tarczek
Weitere Ortschaften der Gemeinde sind:
Bernardów
Biedów
Broniewice
Cegielnia-Łyżnik
Czerwona Górka
Dolna Wieś
Doły
Dworskie
Działki
Dąbrowa Chybicka
Dąbrowa Pawłowska
Dąbrowa Poduchowna
Gajówka Rzepin
Gawronice
Godów Dworski
Górki
Górna Wieś
Goszczyn
Granice
Gębice
Hamrajów
Iwniki
Iźwola
Jadowniki Dolne
Jadowniki Górne
Jamy
Jaźwiny
Kały
Kobiałki
Kolonia
Kolonia Jadowniki
Komorniki
Komorniki
Komorniki
Kowalków
Leonów
Leśniczówka Radkowice
Leśniczówka Świślina
Matyjasowiny
Michalinów
Miłoszów
Mokradła
Na Dworskiem
Niwki
Nowa Bukówka
Nowa Wieś
Nowe Wawrzeńczyce
Parcela
Parcele
Parcele
Parcele
Pastwiska
Piekło
Pisarka
Piskowce
Plewa
Pod Lasem
Podborze
Podgóry
Podlesie
Podosiny
Podświślina
Polesie Wawrzęczyckie
Ryczywół
Rysiowiec Wymysłów (osada)
Rzeki
Rzepin-Dół
Stara Bukówka
Stara Wieś
Stare Szerzawy
Stare Wawrzeńczyce
Strona
Strugi
Szeligi Dolne
Szeligi Górne
Tarczek Dolny
Tarczek Poduchowny
Trzcianka
Trzeszków-Kolonia
W Strudze
Wagony
Warszawska
Wydryszów
Wygon
Wymysłów
Zagórze
Zagórze
Zamaje
Zamazurze
Zapniów
Zarośla
Zarzecze
Zawąwóz
Zygmuntów
Łomno-Majątek
Ściegna
Żuchowiec